# Кіровський трамвай
Кіровський трамвай — система трамваю, що будувалася в Кірові в 1940 — 1941 роках. Система пропрацювала як службова менше року, була введена в дію у зв'язку з початком Німецько-радянської війни.

## Історія
На відміну від багатьох інших міст, в Кірові (тоді — Вятки) на рубежі XIX — XX століть не була створена система міського рейкового транспорту (конки або електричного трамваю). Однак місто розвивалося, і до тридцятих років ситуація з громадським транспортом в місті склалася просто критична: населення міста досягало вже 145 тисяч жителів, а кількість міських автобусів було якихось 23 машини.
У зв'язку з цим було вирішено в ході третьої п'ятирічки зайнятися поліпшенням міського транспорту. Однак перед адміністрацією міста встала проблема вибору найбільш перспективного виду транспорту. Двома можливими варіантами були трамвай і тролейбус. В результаті було прийнято рішення будувати трамвай. У травні 1937 року був розроблений проєкт трамвайної мережі, що складалася з шести маршрутів, а в кінці серпня наступного року він був затверджений.
Будівництво трамвая почалося в 1940 році, а відкриття трамвайного руху заплановано на 1 листопада 1941 року. Перша трамвайна лінія міста повинна була пройти по Жовтневій вулиці (нині — Жовтневий проспект). Також було розпочато будівництво депо на двісті вагонів (на площі по вул. Жовтневій, нині на цьому місці розташований стадіон «Батьківщина»). Однак з початком Німецько-радянської війни роботи довелося заморозити.
Незважаючи на це, 1 вересня 1942 року по першій ділянці ходили службові робочі поїзда від залізничного вокзалу по Жовтневому проспекту до сучасного ОДНТ, і навіть планувалося розширення мережі. Однак трамвайних вагонів в Кірові ніколи не було, ці поїзди ходили з паровозами.
Влітку 1943 року трамвайне депо було розібрано для отримання будматеріалів, і недовга історія кіровського трамвая закінчилася.
В результаті трамвай в Кірові так і не з'явився, а в листопаді 1943 року в місті був пущений тролейбус.
У 1960-х роках велика кількість трамвайних шляхів при будівництві Жовтневого проспекту були просто загорнені в асфальт, а на їх місці розбита довга алея від пам'ятника С. М. Кірову до пам'ятника «Кіровчане — фронту», декоративний газон з квітковими клумбами у ЦУМа й велика автостоянка біля цирку.